# Les Abymes
Pour les articles homonymes, voir Abymes.

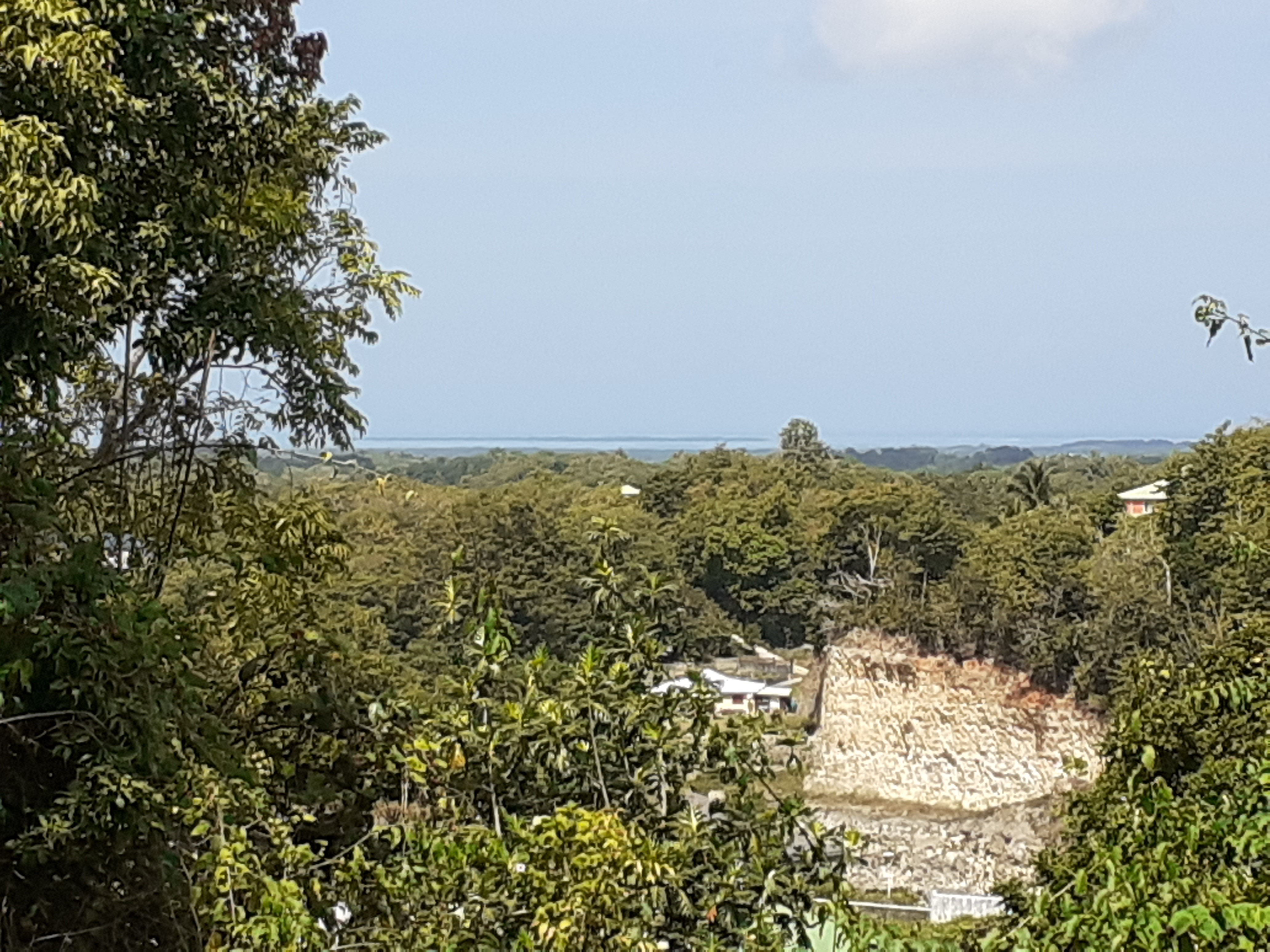
Vue sur mer depuis la ville des Abymes

Les Abymes (en créole guadeloupéen : Zabym ou Zabim) sont une commune française située dans le département de la Guadeloupe.
Avec  51 760 habitants en 2022, Les Abymes sont la commune la plus peuplée de Guadeloupe. La commune est la principale ville-centre de l'unité urbaine de Pointe-à-Pitre-Les Abymes, qui est la plus peuplée de l'outre-mer français, et la 26e de France, avec 252 132 habitants à la même date.  Elle est aussi la commune-centre de l'aire d'attraction des Abymes qui regroupe 314 576 habitants en 2022. Ses habitants sont appelés les Abymiens et les Abymiennes.

## Géographie

### Localisation

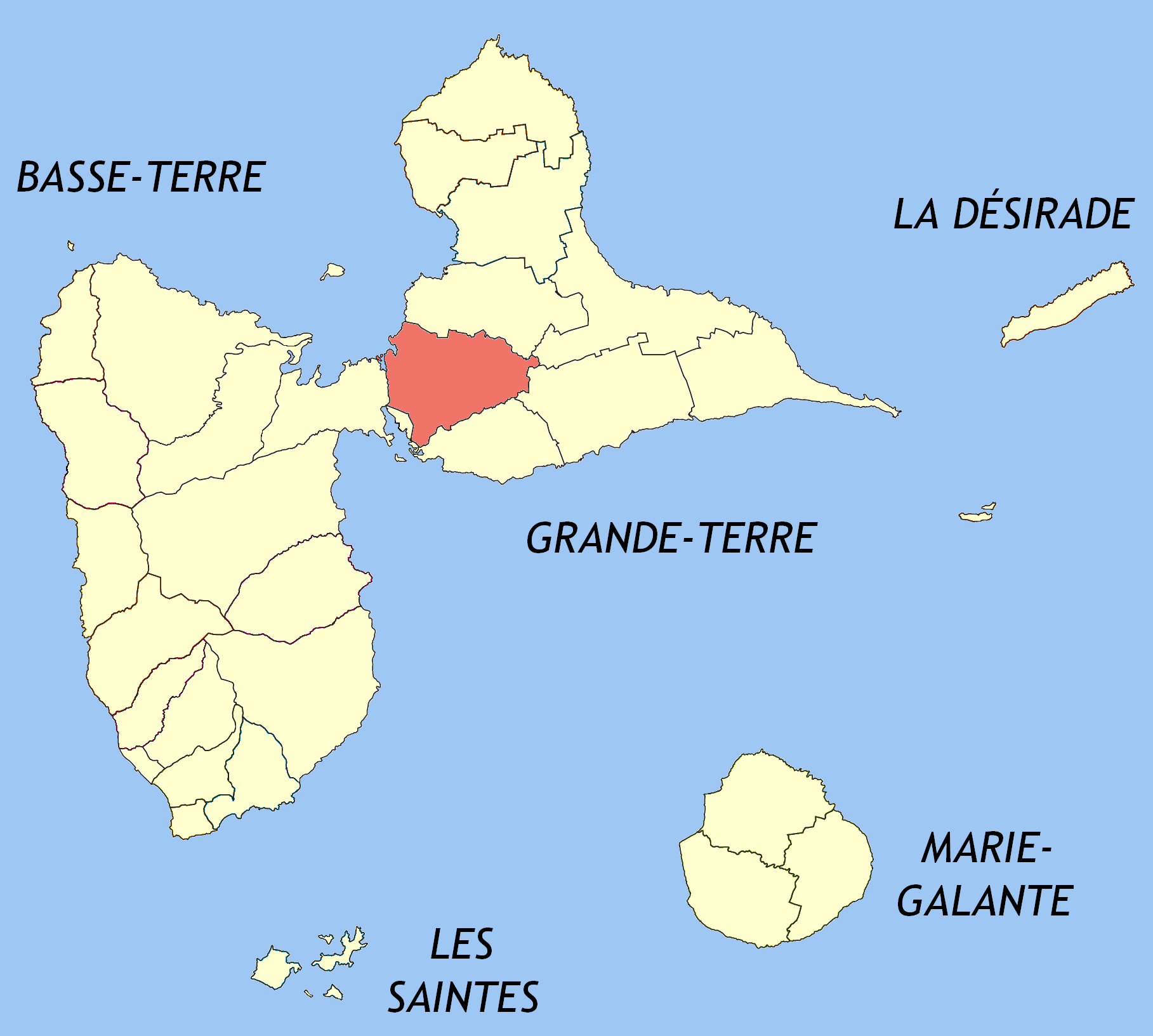
En rouge le territoire communal de la commune Les Abymes.

S'étendant sur 81,3 km2 de superficie totale, la commune des Abymes est située à l'ouest de la Grande-Terre. Elle est la plus peuplée des trente-deux communes du département de la Guadeloupe et est intégrée à l'agglomération de Pointe-à-Pitre.

### Communes limitrophes
Les communes limitrophes sont  Baie-Mahault, Le Gosier, Le Moule, Morne-à-l'Eau, Pointe-à-Pitre et Sainte-Anne.
| Mer des Caraïbes | Morne-à-l'Eau | Le Moule    |
| Baie-Mahault     | des Abymes    | Sainte-Anne |
| Pointe-à-Pitre   | Le Gosier     | Sainte-Anne |

### Climat

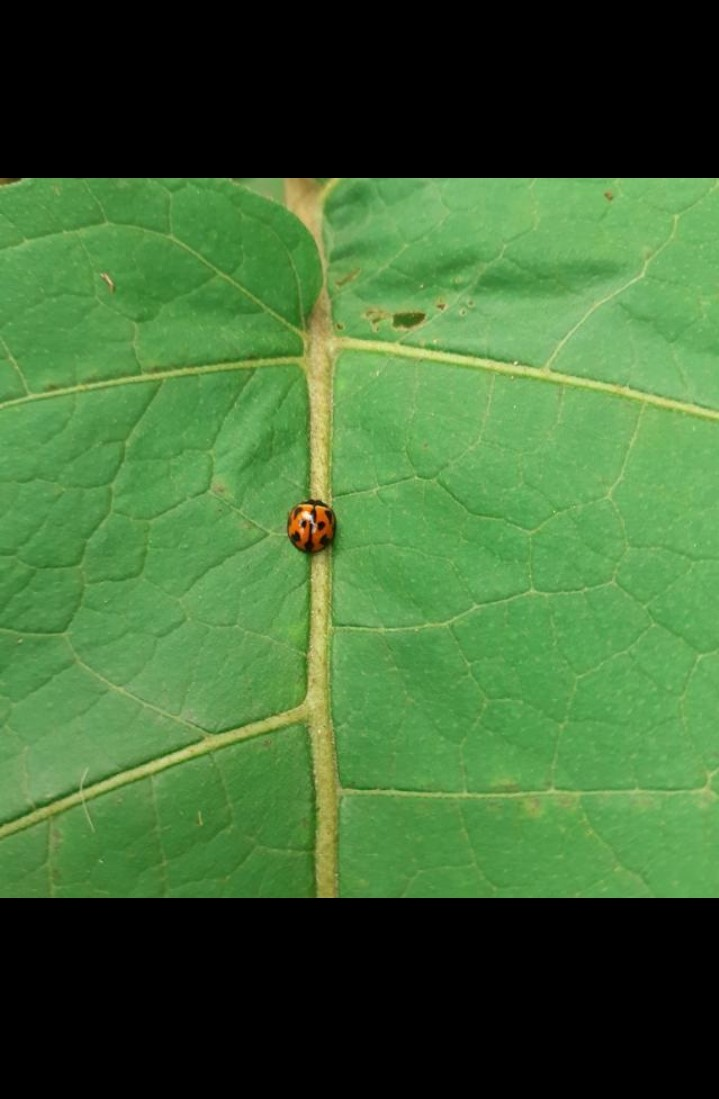
Faune, animal aux Abymes : Coccinelle

Le climat y est de type tropical.
| Mois                                             | jan.          | fév.         | mars         | avril         | mai           | juin         | jui.          | août         | sep.         | oct.          | nov.         | déc.          | année      |
| ------------------------------------------------ | ------------- | ------------ | ------------ | ------------- | ------------- | ------------ | ------------- | ------------ | ------------ | ------------- | ------------ | ------------- | ---------- |
| Température minimale moyenne (°C)                | 20,7          | 20,6         | 21           | 22,2          | 23,6          | 24,3         | 24,3          | 24,1         | 23,8         | 23,3          | 22,4         | 21,3          | 22,6       |
| Température moyenne (°C)                         | 24,9          | 24,9         | 25,3         | 26,3          | 27,2          | 27,9         | 28            | 28           | 27,8         | 27,3          | 26,5         | 25,5          | 26,6       |
| Température maximale moyenne (°C)                | 29,2          | 29,2         | 29,7         | 30,3          | 30,9          | 31,4         | 31,6          | 31,9         | 31,7         | 31,3          | 30,5         | 29,7          | 30,6       |
| Record de froid (°C) date du record              | 13,5 02.1951  | 13 04.1958   | 13,9 13.1951 | 15,8 01.1976  | 16,4 05.1962  | 18,9 01.1957 | 19,6 20.1956  | 19,8 30.1956 | 19,5 25.1960 | 19 24.1957    | 16,8 30.1964 | 14,4 25.1964  | 13 1958    |
| Record de chaleur (°C) date du record            | 31,8 26.1995  | 32,1 27.2010 | 32,8 24.2010 | 33,3 25.1987  | 33,3 23.1995  | 33,4 06.1999 | 34,2 21.2001  | 34,2 10.1995 | 34,1 10.1992 | 34,1 02.1990  | 33,4 03.1981 | 32,4 01.1987  | 34,2 2001  |
| Ensoleillement (h)                               | 193,1         | 183,8        | 212,7        | 208,8         | 213,6         | 202          | 202,4         | 221,5        | 200,1        | 182,1         | 176,2        | 187,6         | 2 383,8    |
| Précipitations (mm)                              | 83            | 60           | 67,9         | 96,5          | 134,1         | 107,8        | 129,6         | 169,1        | 206,2        | 214,5         | 213,9        | 134           | 1 616,6    |
| Record de pluie en 24 h (mm) date du record      | 107,5 03.2011 | 58,2 08.1960 | 79,6 24.1995 | 160,7 22.1981 | 237,9 07.2012 | 115 30.1958  | 237,9 06.1966 | 217 29.1979  | 237 18.2017  | 154,4 03.1970 | 207 19.1999  | 124,7 02.1970 | 237,9 2012 |
| Nombre de jours avec précipitations              | 15,8          | 12,3         | 11,1         | 10,7          | 13,1          | 13,2         | 15,2          | 16,4         | 16,3         | 17,5          | 17,4         | 16,5          | 175,5      |
| dont nombre de jours avec précipitations ≥ 10 mm | 1,7           | 1,3          | 1,5          | 2,7           | 3,8           | 3,2          | 4             | 5            | 5,7          | 6,2           | 5,8          | 3,3           | 44,3       |
| Nombre de jours d'orage                          | 0,2           | 0,2          | 0,2          | 0,6           | 1,8           | 3            | 4             | 5,5          | 8,7          | 8,1           | 3,7          | 0,6           | 36,5       |

| Diagramme climatique                                  |            |            |              |               |               |               |               |               |               |               |             |
| J                                                     | F          | M          | A            | M             | J             | J             | A             | S             | O             | N             | D           |
| 29,220,783                                            | 29,220,660 | 29,72167,9 | 30,322,296,5 | 30,923,6134,1 | 31,424,3107,8 | 31,624,3129,6 | 31,924,1169,1 | 31,723,8206,2 | 31,323,3214,5 | 30,522,4213,9 | 29,721,3134 |
| Moyennes : • Temp. maxi et mini °C • Précipitation mm |            |            |              |               |               |               |               |               |               |               |             |

## Urbanisme

### Typologie
Les Abymes sont une commune urbaine, car elle fait partie des communes denses ou de densité intermédiaire, au sens de la grille communale de densité de l'Insee,,,. Elle appartient à l'unité urbaine de Pointe-à-Pitre-Les Abymes, une agglomération intra-départementale regroupant 11 communes et 252 132 habitants en 2022, dont elle est une ville-centre,.
Par ailleurs la commune fait partie de l'aire d'attraction des Abymes, dont elle est la commune-centre. Cette aire, qui regroupe 18 communes, est catégorisée dans les aires de 200 000 à moins de 700 000 habitants,.
La commune, bordée par la mer des Caraïbes au nord-ouest et par l'océan Atlantique au sud-ouest, est également une commune littorale au sens de la loi du 3 janvier 1986, dite loi littoral. Des dispositions spécifiques d’urbanisme s’y appliquent dès lors afin de préserver les espaces naturels, les sites, les paysages et l’équilibre écologique du littoral, par exemple le principe d'inconstructibilité, en dehors des espaces urbanisés, sur la bande littorale des 100 mètres, ou plus si le plan local d’urbanisme le prévoit,.

### Lieux-dits, hameaux et écarts
Les différentes localités des Abymes sont : Anquetil, Bauzon, Baimbridge, Bazin, Beau-Soleil, Besson, Blanchard, Boisripeaux, Boissard, Boisvin, Boisvinière, Boricaud, Bouliqui, Caduc, Caraque, Céligny, Chauvel, Chazeau, Coma, David, Deravinières, Dothémare, Doubs, Dugazon, Gare-Roza, Golconde, Grand-Camp, Lacroix Léonie, Mamiel, Masselas, Morne-Flory, Morne Mamiel, Nérée, Pagès, Palais-Royal, Papin, Perrin, Petit-Pérou, Pointe-d'Or, Providence, Quatre-Chemins, Le Raizet, Tamarin et Vieux-Bourg Abymes.

### Voies de communication et transports
La commune est desservie par les lignes A10, A30, A40, A41, A51, A57, A60, A70, A80, A91, A94, A98 et A99 du réseau de transport Karu'Lis.

## Toponymie
D'après le père Labat, le nom de la commune proviendrait de la brume formée par l'évaporation au niveau du sol marécageux, appelé « drap mortuaire des savanes ».

## Histoire
Pour un article plus général, voir Histoire de la Guadeloupe.
Le territoire est occupé aux périodes précolombiennes. Quelques vestiges ont été trouvés dans le secteur de Dothémare, mais l'implantation la plus remarquable est celle de Belle Plaine où des sondages réalisés par la Direction régionale des Affaires culturelles (DRAC) en 2006 ont révélé l'existence d'un village assez important daté entre 1000 et 1200 apr. J.-C. (culture troumassoïde). En 2020-2021, des fosses, des trous de poteau, des poteries et outils, mais surtout 113 tombes précolombiennes (d'adultes et d'enfants, le plus souvent repliés sur eux-mêmes avec les membres liés pour maintenir leur position) ont été mises au jour à Petit-Pérou par l'Inrap. Leur analyse a montré qu'elles dataient de l'âge Céramique récent (ou Néoindien récent, soit les XIe et XIIe siècles) constituant ainsi le plus important ensemble de sépultures amérindiennes identifié à cette date dans l'archipel de la Guadeloupe,.
Le premier bourg, situé à quelques kilomètres du centre de l'agglomération actuelle, est fondé en 1691. Il est composé de quelques maisons et connaît un léger développement grâce aux cultures de canne à sucre, de cacao et de café. Les Abymes sont érigés en paroisse en 1726.

## Politique et administration

### Rattachements administratifs et électoraux
La commune appartient à l'arrondissement de Pointe-à-Pitre et est le chef-lieu de trois cantons depuis le redécoupage cantonal de 2014 :
- Les Abymes-1 (18 251 habitants) ;
- Les Abymes-2 (22 337 habitants) ;
- Les Abymes-3 (21 084 habitants).

Avant cette date, elle en comptait cinq, les cantons des Abymes-4 et des Abymes-5 ayant été supprimés.
Pour l'élection des députés, Les Abymes font partie depuis 1988 de la première circonscription de la Guadeloupe.

### Intercommunalité
La commune des Abymes appartient à la communauté d'agglomération Cap Excellence, depuis sa création en 2009, dans laquelle elle est représentée par vingt-quatre conseillers.

### Liste des maires

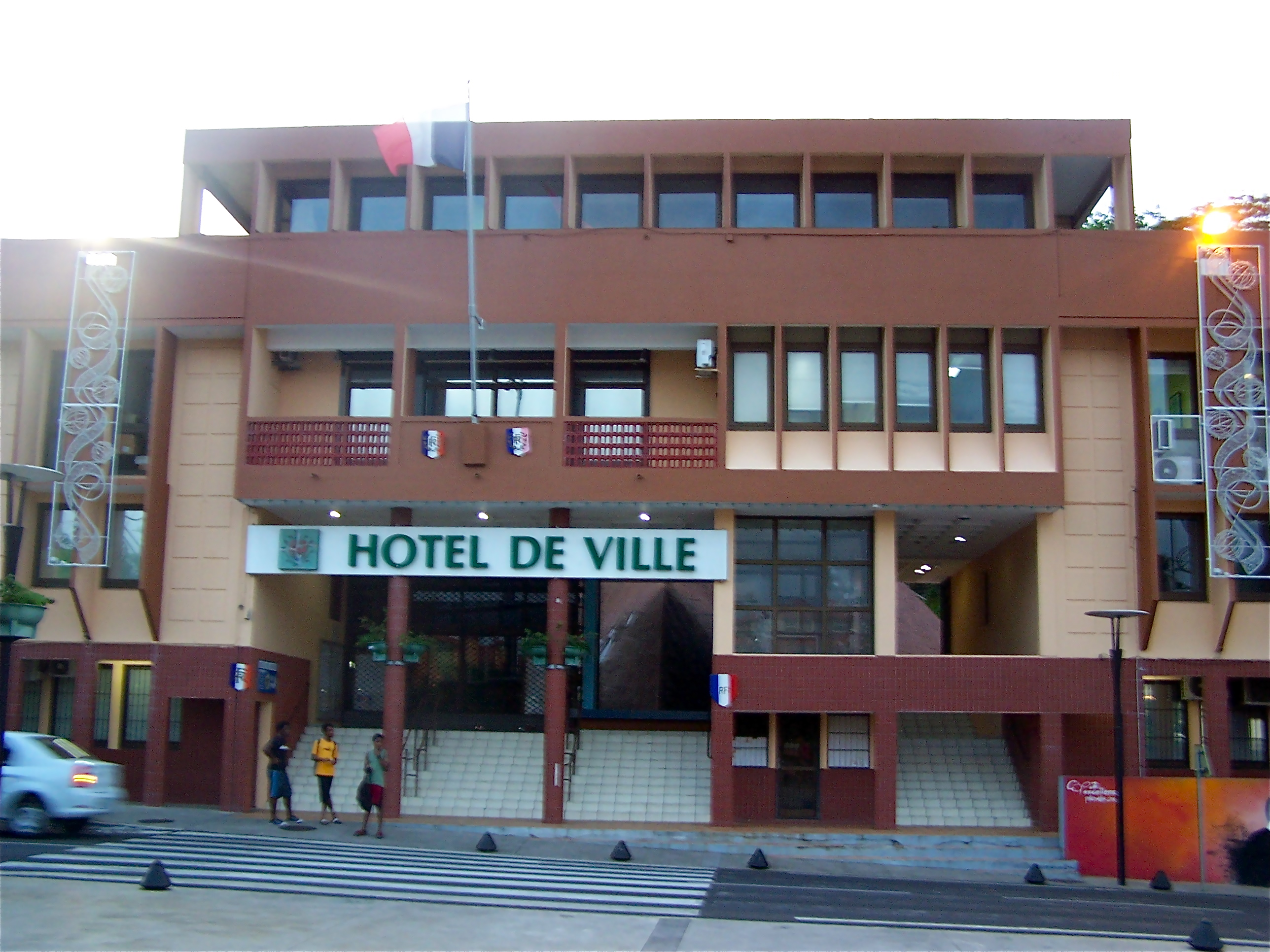
Hôtel de ville des Abymes.

| Période        | Période                         | Identité            | Étiquette     | Qualité |
| -------------- | ------------------------------- | ------------------- | ------------- | --- |
| 1945           |                                 | Jean-Noël Olime     | Rad.Soc.      | |
| mars 1965      | 1967                            | Maurice Flory       | SFIO          | |
| mars 1967      | juin 1995                       | Frédéric Jalton     | FGPS          | Médecin généraliste Député européen (1980 → 1981) Député de la 2e circonscription de la Guadeloupe (1973 → 1978 puis 1981 → 1986) Député de la Guadeloupe (1986 → 1988, élu à la proportionnelle) Député de la 1re circonscription de la Guadeloupe (1988 → 1995) Conseiller général du canton des Abymes-1 (1964 → 1985) |
| juin 1995      | septembre 1995 (décès)          | René-Serge Nabajoth | DVG           | Conseiller général du canton des Abymes-2 (1982 → 1995) |
| septembre 1995 | mars 2008                       | Daniel Marsin       | GUSR          | Cadre supérieur de banque Sénateur de la Guadeloupe (2004 → 2011) Député de la 1re circonscription de la Guadeloupe (1997 → 2002) Conseiller général du canton des Abymes-4 (1994 → 1997) |
| mars 2008      | en cours réélection en mai 2020 | Éric Jalton         | DVG (ex-FGPS) | Chirurgien-dentiste Député de la 1re circonscription de la Guadeloupe (2002 → 2017) Conseiller général du canton des Abymes-1 (1998 → 2009) Président de la CA Cap Excellence (2014 → ) |

### Politique de développement durable
La ville a engagé une politique de développement durable en lançant une démarche d'Agenda 21 en 2009.

### Jumelages
- Créteil (France) depuis 1981.
- Boucherville (Québec) (Canada) depuis 1999.

## Économie
L'essentiel de l'activité économique des Abymes est liée à la présence sur son territoire de l'aéroport Guadeloupe - Pôle Caraïbes, ancien aéroport du Raizet. Le siège d'Air Caraïbes est situé aux Abymes.
Commune résidentielle et commerciale, Les Abymes, bien que n'étant pas une station balnéaire, est le deuxième pôle économique de la Guadeloupe derrière la zone industrielle de Jarry. Le centre commercial Milénis y est implanté. Le complexe de vie « Family Plaza », comprenant, notamment, un cinéma multiplexe, une galerie marchande et un centre de loisir sera achevé dans le courant de 2019,. Un autre centre commercial, situé dans la ZAC de la Providence dans le quartier de Dothémare, nommé « La Coulée Verte », a été inauguré en juillet 2017. Il comprend quatre magasins (Monoprix, JouéClub, Gifi et Leader Price) ainsi que le multiplexe Cinéstar.

## Population et société

### Démographie
L'évolution du nombre d'habitants est connue à travers les recensements de la population effectués dans la commune depuis 1961, premier recensement postérieur à la départementalisation de 1946. À partir de 2006, les populations de référence des communes sont publiées annuellement par l'Insee. Le recensement repose désormais sur une collecte d'information annuelle, concernant successivement tous les territoires communaux au cours d'une période de cinq ans. Pour les communes de plus de 10 000 habitants les recensements ont lieu chaque année à la suite d'une enquête par sondage auprès d'un échantillon d'adresses représentant 8 % de leurs logements, contrairement aux autres communes qui ont un recensement réel tous les cinq ans,.

En 2022, la commune comptait 51 760 habitants, en évolution de −4,61 % par rapport à 2016 (Guadeloupe : −2,67 %, France hors Mayotte : +2,11 %).
| 1961   | 1967   | 1974   | 1982   | 1990   | 1999   | 2006   | 2011   | 2016   |
| ------ | ------ | ------ | ------ | ------ | ------ | ------ | ------ | ------ |
| 30 791 | 39 911 | 53 605 | 56 165 | 62 605 | 63 054 | 60 053 | 59 311 | 54 260 |

| 2021   | 2022   | - | - | - | - | - | - | - |
| ------ | ------ | - | - | - | - | - | - | - |
| 52 118 | 51 760 | - | - | - | - | - | - | - |

### Enseignement
La ville possède sur son territoire un très grand nombre d'établissements scolaires : dix-sept écoles maternelles (Boisripeaux, Boissard, Bourg, Caraque, Carénage, Chazeau-Doubs, Jean-Zébus, Dothemare, Grand-Camp-1 et 2, Hilarion-Léogane, Mulatresse-Solitude, Maurice-Saint-Pierre, Raizet-1 et 2, Notre-Dame-du-Sacré-Cœur (privée) et Ti-Prince (privée)) et vingt-six écoles primaires (Besson, Boissard, Boricaud, Caraque, Carénage, Chazeau-Doubs, Dothemare-1 et 2, Faustin-1 et 2, Grand-Camp-1 et 2, Guy-Cornélie-1 et 2, Hilarion-Léogane, Jean-Noël-Olime, Jean-Zébus, Joseph-Ignace, Le-Soleil-Levant (privée), Louis-Delgrès, Maurice-Saint-Pierre, Petit-Pérou, La Persévérance (privée), Noter-Dame-de-Grâce (privée), Sainte-Marie-Lacroix (privée) et Raizet-3).
En ce qui concerne l'enseignement secondaire, la commune accueille sur son territoire plusieurs établissements :
- le collège Abymes-Bourg
- le collège du Raizet
- le collège Alexandre-Isaac
- le collège Saint-John-Perse
- le collège Excellence-Sportive
- le lycée d'enseignement général et technologique Baimbridge (hébergeant des CPGE)
- le lycée d'enseignement général et technologique du Jardin-d'Essai
- le lycée d'enseignement général et technologique Félix-Proto (également connu comme le lycée de Providence)
- le lycée privé d'enseignement général et technologique de La Persévérance
- le lycée d'enseignement général et professionnel Chevalier-de-Saint-Georges
- le centre de formation des apprentis de la Chambre des métiers de la Guadeloupe

Comme toutes les communes de l'archipel de la Guadeloupe, Les Abymes sont rattachés à l'Académie de la Guadeloupe qui de plus a le siège du rectorat sur le territoire de la ville. Un nouveau bâtiment situé dans la ZAC de Dothémare-Providence est construit juillet 2015,.

### Santé
Le centre hospitalier universitaire de Pointe-à-Pitre/Les Abymes est le plus important hôpital de l'île regroupant en 2013 une quarantaine de services, couvrant tous les domaines médicaux, d'une capacité totale d'accueil de 862 lits fonctionnant avec 319 médecins, 120 internes et 3 000 agents hospitaliers. Le CHU doit être reconstruit à Perrin (à partir de 2016, pour une livraison à l'origine prévue pour 2021). Le chantier a débuté en juin 2016 et devrait s'achever en 2022.
La Polyclinique de la Guadeloupe située à Morne Jolivière est un établissement privé de soin d'une capacité totale d'accueil de 110 lits, dont vingt lits pour la maternité. Ouverte à la fin des années 1950, cette maternité – l'une des quatre de l'archipel – ferme à la fin de 2020, en raison d'une baisse du nombre des naissances sur l'île donc de son activité et de sa rentabilité. Ses services sont transférés à la maternité du pôle mère-enfant de Palais Royal aux Abymes.

### Sports et loisirs
Du fait de sa situation centrale au sein de l'île et de la proximité avec Pointe-à-Pitre, Les Abymes sont une commune qui accueille un grand nombre de clubs sportifs, notamment pour les sports collectifs ainsi que pour le cyclisme (l'un des sports phare guadeloupéens), et d'équipements sportifs :
- le stade René-Serge-Nabajoth, d'une capacité de 7 500 places
- la piscine intercommunale de Dugazon
- des courts de tennis du Tennis club de Dugazon
- le golf école des Abymes Roger-Bambuck (neuf trous)
- le CREPS des Antilles-Guyane, sur une superficie de 9 hectares, à l’emplacement de l’ancien stade Darboussier.

Les clubs sportifs abymiens sont :
- Dugazon Sporting Club (ex-Tennis club de Dugazon (TCD) avec plus de 500 licenciés, premier club de tennis des Antilles-Guyane, fondé en 1951), tennis et école de sports[32]
- Jeunesse sportive abymienne (JSA), football et handball
- Le Siroco, football
- Jeunesse Évolution, football
- La Juventa, football
- la MJC Abymes, football, basketball
- UNAR (Union des artistes du Raizet), football
- Les Flyers, basketball
- Jeunesse cycliste des Abymes (JCA), cyclisme
- Convergence sportive cycliste des Abymes (CSCA), cyclisme
- Vélo d'Or du centre de la Caraïbe (VO2C), cyclisme
- Boisripeaux rugby club (BRUC), rugby
- Le Pongys Abym Club de MJCA (club de tennis de table)

### Équipements culturels
- Centre culturel Sonis
- Salle Renée-Élie à Chazeau
- Salle Joseph-Théodore-Faustin
- Cinéma multiplexe « Cinéstar Guadeloupe » (inauguré le 28 juin 2017)
- Centre socioculturel Félix-Proto (inauguré en décembre 2016)
- Centre culturel et sportif Emmanuel Albon (inauguré le 4 novembre 2017)
- Complexe Family Plaza (livré au second semestre 2019)

## Culture locale et patrimoine

### Lieux et monuments

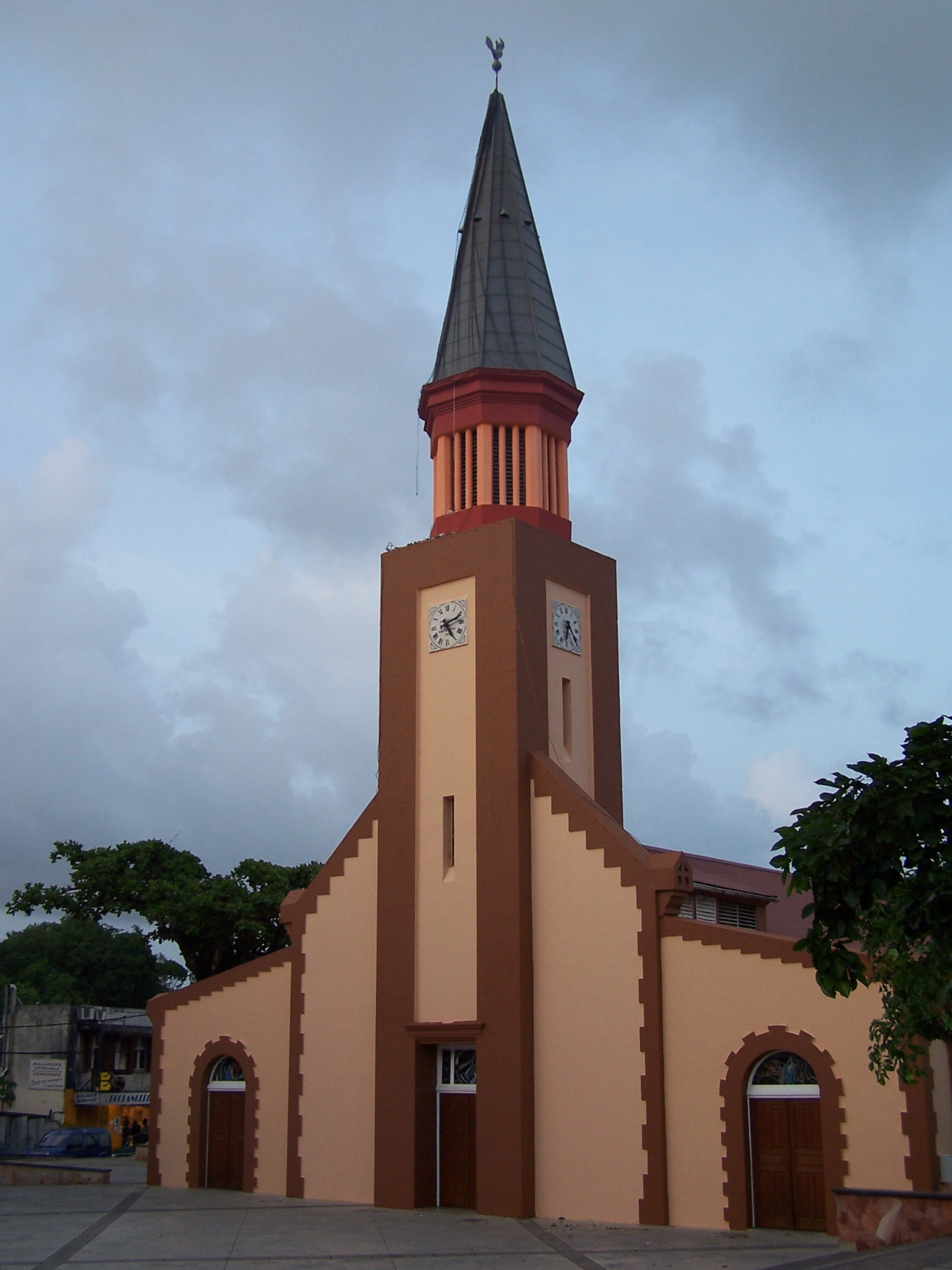
L'église de l'Immaculée-Conception.

- L'église de l'Immaculée-Conception (et le calvaire).
- Le temple Hindou.
- Différents éléments du patrimoine civil et religieux de la commune ont été construits par l'architecte Ali Tur entre 1930 et 1932 dont : l'ancienne mairie (devenue le centre d'action social), la halle du marché, le groupe scolaire, et la réfection (travées, clocher, autel, ornements) de l'église des Abymes[33].
- L'habitation Mamiel classée aux Monuments historiques (MH) et la maison Petrelluzzi quant à elle inscrite aux MH.
- Différents monuments son érigés aux Abymes, principalement dans le centre du bourg comme Le Mémorial de 1889, pour le centenaire de la Révolution française ; le Monument aux morts de la guerre ; le monument Abymes, Terre de convergence, à l'entrée de la ville, qui témoigne de l'accueil des différentes communautés présentes sur l'île ; la statue La Mulâtresse Solitude (1772-1802), érigée en 1999 dans le quartier de Baimbridge, en hommage à cette résistante contre l'esclavagisme, due au sculpteur Jacky Poulier ; la statue de Nelson Mandela, érigée en 2014 au rond-point de Petit-Pérou, en hommage au président de l'Afrique du Sud, due au sculpteur Jean Moisa[34].

En revanche, que ce soit en raison de l'absence de relief ou de sa position littorale (avec l'absence de plages d'intérêt), il y a peu de sites naturels abymiens remarquables hormis la mangrove – et sa Maison de la mangrove (Taonaba) – donnant sur le Grand Cul-de-sac marin et les canaux de Perrin et de Belle Plaine.
Les autres édifices remarquables sont :
- la station-radar de Météo France de Chazeau : Située sur un morne du lieu-dit Chazeau dans la partie abymienne des Grands Fonds, cette station-radar de Météo France a pour but d'envoyer des informations météorologiques à la population guadeloupéenne, notamment durant la période cyclonique[35] ;
- les anciens studios du Morne Miquel, construits en 1964, année de l'arrivée de la télévision en Guadeloupe. Une grande page de l'histoire de l'audiovisuel local s'y est inscrite, puisque les studios furent d'abord occupés par l'ORTF Guadeloupe de 1964 à 1974, puis par FR3-Guadeloupe de 1975 à 1982, puis RFO Guadeloupe de 1983 à 2000, date à laquelle la station audiovisuelle publique régionale déménage vers ses locaux actuels du Morne Bernard, à Baie-Mahault. Depuis, les studios du Morne Miquel sont désaffectés.

### Personnalités liées à la commune
- Admiral T (1981-), artiste de reggae-dancehall créole
- Patrick Saint-Éloi (1958-2010), Chanteur, Compositeur, membre fondateur du légendaire groupe Kassav.
- Christine Arron (1973-), athlète
- Juhann Begarin (2002-), basketteur
- Wilhem Belocian (1995-), athlète spécialiste du 110 m haies
- Frédéric Caracas (1963-), bassiste, auteur, compositeur
- Pascal Chimbonda (1979-), footballeur
- Marcus Coco (1996-), footballeur
- Corinne Coman (1983-), Miss France 2003
- Wylan Cyprien (1995-), footballeur
- Nathalie Dechy (1979-), joueuse de tennis
- Philippe Guillard (1961-), rugbyman
- Frédéric Jalton (1924-1995), maire des Abymes de 1965 à 1995, et député 1986 à 1995
- Kery James (1977-), rappeur, producteur, interprète
- Alexandre Lacazette (1991-), footballeur
- Adrianna Lamalle (1982-), athlète
- Daniel Marsin, (1951) maire des Abymes de 1995 à 2008, sénateur de 2004 à 2011 et député 1997 à 2002
- Rodrigue Mels (1985-), basketteur
- Michel Morandais (1979-), joueur de basket-ball
- Livio Nabab (1988-), footballeur
- Thomas Phibel (1986-), footballeur
- Florent (1981-) et Mickaël Piétrus (1982-), joueurs de basket-ball
- Teddy Riner (1989-), judoka
- Jacques Schwarz-Bart (1962-), saxophoniste de jazz
- David Sommeil (1974-), footballeur
- Ysaora Thibus  (1991-), escrimeuse
- Ludovic Vaty (1988-2023), joueur de basket-ball
- Ronald Zubar (1985-), footballeur